# Pica-pau-saheliano
O pica-pau-saheliano (Dendropicos elachus)  é uma espécie de ave piciforme da família Picidae.

## Distribuição
Ocorre nos seguintes países: Camarões, Chade, Gâmbia, Mali, Mauritânia, Níger, Nigéria, Senegal e Sudão. 